# Bogdan Popović
Bogdan Popović (v srbské cyrilici Богдан Поповић, 20. prosince 1863 – 7. listopadu 1944) byl jedním z významných literárních kritiků srbské literatury přelomu 19. a 20. století. Jeho bratr, Pavle Popović, byl významným srbským profesorem.

## Životopis
Narodil se v Bělehradu, kde také studoval. Podobně jako řada dalších vzdělanců své doby však nestudoval pouze v Srbsku, ale také v zahraničí (v Paříži). Po úspěšném vystudování bělehradské Veliké školy se stal jejím profesorem, když byla v roce 1905 transformována v univerzitu, tak se stal profesorem univerzitním. Přednášel řadu předmětů týkajících se literatury a její teorie. V roce 1914 se stal Popović členem SANU.
Do literární tvorby vstoupil během 80. let 19. století jako současník realistické generace, nejaktivnější byl během doby, kdy vycházel tzv. Srpski književni glasnik, na jehož tvorbě se sám podílel. V roce 1911 vyšla v Záhřebu (o rok později také i v Bělehradě) jeho Antologie novější srbské lyriky, kde představil řadu děl od Branka Radičeviće až po Jovana Dučiće (od romantismu po modernu). Sestavil ji na základě přísných estetických pravidel, která již nikdo později neužil a tak vytvořil v podstatě unikát.
Kromě toho inicioval také i vznik srbského PEN klubu, Společnosti pro živé jazyky, Collegium musicum a jako vzdělanec s velkým zájmem o Francii a její kulturu také i Společnost přátel Francie.